# Alan Arkin
Alan Wolf Arkin (Brooklyn, 1934. március 26. – San Marcos, 2023. június 29.) Oscar-díjas amerikai színész, rendező, forgatókönyvíró.

## Életpályája
Szülei zsidó emigránsok voltak, akiknek felmenői Németországban, Oroszországban és Ukrajnában éltek. Színházművészetből szerzett diplomát és párhuzamosan színi tanulmányokat is folytatott. Kezdetben fotózott és gitározott, és folksongokat komponált, dalszövegeket írt. 1959-ben St. Louis-ban, 1960-ban Chicagóban szatirikus műsorokban lépett fel. 1961-ben mutatkozott be a Broadway-on a Royal Theatre-ben. 1964-ben a Booth Theatre színpadán Murray Schisgal Szerelem, óh című komédiájában is játszott. 1969-ben debütált rendezőként. Arkin legismertebb rendezői munkája az 1971-es Kis gyilkosságok volt.
Több ízben szerepelt a tv-ben is. Kitűnő komikus, de intrikusként és drámai szituációban mint kisember is megkapó alakítást nyújt. Hiteles, árnyalt, érzelemgazdag volt a nálunk is játszott Magányos vadász a szív című film süketnéma Singer aranyművesének szerepében.

## Magánélete
1955–1961 között Jeremy Yaffe volt a felesége. Két fiuk született: Adam Arkin (1956-) és Matthew Arkin (1960-) színészek. 1964-től az 1990-es évek közepéig Barbara Dana (1940-) színésznő volt a párja. 1996 óta Suzanne Newlander pszicho-terapeuta a párja.
2023. június 29-én hunyt el kaliforniai otthonában, 89 éves korában.

## Filmográfia

### Film
| Év   | Magyar cím                             | Eredeti cím                                      | Szerep                          | Magyar hang            | Rendező                |
| ---- | -------------------------------------- | ------------------------------------------------ | ------------------------------- | ---------------------- | ---------------------- |
| 1957 |                                        | Calypso Heat Wave                                | Tarries, vezető énekes          |                        | Fred F. Sears          |
| 1966 | Jönnek az oroszok! Jönnek az oroszok!  | The Russians Are Coming, the Russians Are Coming | Rozanov hadnagy                 | Kardos Róbert          | Norman Jewison         |
| 1967 | A nő hétszer                           | Woman Times Seven                                | Fred                            | Szersén Gyula          | Vittorio De Sica       |
| 1967 | Várj, míg sötét lesz                   | Wait Until Dark                                  | Harry Roat                      | Varga T. József        | Terence Young          |
| 1967 | Várj, míg sötét lesz                   | Wait Until Dark                                  | Harry Roat                      | Széles Tamás           | Terence Young          |
| 1968 | Clouseau felügyelő                     | Inspector Clouseau                               | Jacques Clouseau felügyelő      | Széles Tamás           | Bud Yorkin             |
| 1968 | Clouseau felügyelő                     | Inspector Clouseau                               | Jacques Clouseau felügyelő      | Kerekes József         | Bud Yorkin             |
| 1968 | Magányos vadász a szív                 | The Heart Is a Lonely Hunter                     | John Singer                     | néma szerep            | Robert Ellis Miller    |
| 1969 | Papi                                   | Popi                                             | Abraham Rodriguez               | Szombathy Gyula        | Arthur Hiller          |
| 1969 | Papi                                   | Popi                                             | Abraham Rodriguez               | Kassai Károly          | Arthur Hiller          |
| 1969 |                                        | The Monitors                                     | cameo                           |                        | Jack Shea              |
| 1970 | A 22-es csapdája                       | Catch-22                                         | John Yossarian kapitány         | Szersén Gyula          | Mike Nichols           |
| 1970 | A 22-es csapdája                       | Catch-22                                         | John Yossarian kapitány         | Dörner György          | Mike Nichols           |
| 1971 | Kis gyilkosságok                       | Little Murders                                   | Miles Practice hadnagy          |                        | Alan Arkin             |
| 1972 |                                        | Deadhead Miles                                   | Cooper                          |                        | Vernon Zimmerman       |
| 1972 | Az utolsó félrelépés                   | Last of the Red Hot Lovers                       | Barney Cashman                  |                        | Gene Saks              |
| 1974 | Zsarufrász                             | Freebie and the Bean                             | Dan "Bean" Delgado nyomozó      | Kőszegi Ákos           | Richard Rush           |
| 1975 | Rafferty és a lányok                   | Rafferty and the Gold Dust Twins                 | Gunny Rafferty                  |                        | Dick Richards          |
| 1975 | A vadnyugat szíve                      | Hearts of the West                               | Bert Kessler                    |                        | Howard Zieff           |
| 1976 | A hétszázalékos megoldás               | The Seven-Per-Cent Solution                      | Sigmund Freud                   | Széles László          | Herbert Ross           |
| 1977 |                                        | Fire Sale                                        | Ezra Fikus                      |                        | Alan Arkin (2)         |
| 1979 | Apósok akcióban                        | The In-Laws                                      | Sheldon Kornpett                | Kőszegi Ákos           | Arthur Hiller (2)      |
| 1979 |                                        | The Magician of Lublin                           | Yasha Mazur                     |                        | Menahem Golan          |
| 1980 | Simon                                  | Simon                                            | Simon Mendelssohn               |                        | Marshall Brickman      |
| 1981 | Nem megfelelő csatornák                | Improper Channels                                | Jeffrey Martley                 | Szersén Gyula          | Eric Till              |
| 1981 |                                        | Chu Chu and the Philly Flash                     | Philly Flash                    |                        | David Lowell Rich      |
| 1981 | Telihold gimi                          | Full Moon High                                   | Dr. Brand                       | Sinkovits-Vitay András | Larry Cohen            |
| 1982 | Az utolsó egyszarvú                    | The Last Unicorn                                 | Schmendrick (hang)              | Bolba Tamás            | Arthur Rankin Jr.      |
| 1982 | Az utolsó egyszarvú                    | The Last Unicorn                                 | Schmendrick (hang)              | Bolba Tamás            | Jules Bass             |
| 1983 |                                        | The Return of Captain Invincible                 | Láthatatlan kapitány            |                        | Philippe Mora          |
| 1985 | Légy bátor és erős                     | Joshua Then and Now                              | Reuben Shapiro                  |                        | Ted Kotcheff           |
| 1985 | Dokiakadémia                           | Bad Medicine                                     | Dr. Ramón Madera                |                        | Harvey Miller          |
| 1986 | Egy kis gubanc                         | Big Trouble                                      | Leonard Hoffman                 | Kerekes József         | John Cassavetes        |
| 1990 | Régi idők kocsija                      | Coupe de Ville                                   | Fred Libner                     | Áron László            | Joe Roth               |
| 1990 | Ollókezű Edward                        | Edward Scissorhands                              | Bill Boggs                      | Rajhona Ádám           | Tim Burton             |
| 1990 | Havanna                                | Havana                                           | Joe Volpi                       | Fülöp Zsigmond         | Sydney Pollack         |
| 1991 | Rocketeer                              | The Rocketeer                                    | A. "Peevy" Peabody              | Gáti Oszkár            | Joe Johnston           |
| 1992 | Glengarry Glen Ross                    | Glengarry Glen Ross                              | George Aaronow                  | Szersén Gyula          | James Foley            |
| 1993 | Indián nyár                            | Indian Summer                                    | Lou "Unca" Handler              |                        | Mike Binder            |
| 1993 | Elbaltázott nászéjszaka                | So I Married an Axe Murderer                     | rendőrkapitány                  | Horányi László         | Thomas Schlamme        |
| 1993 |                                        | Samuel Beckett Is Coming Soon                    | a rendező                       |                        | Alan Arkin (3)         |
| 1994 | Világgá mentem                         | North                                            | Buckle bíró                     | Kárpáti Tibor          | Rob Reiner             |
| 1994 | Világgá mentem                         | North                                            | Buckle bíró                     | Rudas István           | Rob Reiner             |
| 1995 | Bunkókáim – Belefonódtam a telefonomba | The Jerky Boys: The Movie                        | Ernie Lazzaro                   | Szokolay Ottó          | James Melkonian        |
| 1995 | Kis simli, nagy simli                  | Steal Big Steal Little                           | Lou Perilli                     | Reviczky Gábor         | Andrew Davis           |
| 1996 |                                        | Heck's Way Home                                  | sintér                          |                        | Michael Scott          |
| 1996 | Éj anyánk                              | Mother Night                                     | George Kraft                    | Szokolay Ottó          | Keith Gordon           |
| 1996 | Éj anyánk                              | Mother Night                                     | George Kraft                    | Végvári Tamás          | Keith Gordon           |
| 1997 | Otthon, véres otthon                   | Grosse Pointe Blank                              | Dr. Oatman                      | Breyer László          | George Armitage        |
| 1997 | Négy nap szeptemberben                 | Four Days in September                           | Charles Burke Elbrick           |                        | Bruno Barreto          |
| 1997 | Gattaca                                | Gattaca                                          | Hugo nyomozó                    | Végvári Tamás          | Andrew Niccol          |
| 1998 | Beverly Hills csórói                   | Slums of Beverly Hills                           | Murray Abromowitz               | Cs. Németh Lajos       | Tamara Jenkins         |
| 1999 | Hazudós Jakab                          | Jakob the Liar                                   | Frankfurter                     | Szokolay Ottó          | Peter Kassovitz        |
| 2000 |                                        | Magicians                                        | Milo                            |                        | James Merendino        |
| 2001 | Amerika kedvencei                      | America's Sweethearts                            | Wellness vendég                 | Konrád Antal           | Joe Roth               |
| 2001 | Kavalkád az élet                       | Thirteen Conversations About One Thing           | Gene                            |                        | Jill Sprecher          |
| 2004 | Eros                                   | Eros                                             | Dr. Pearl / Hal                 | Szokolay Ottó          | Vóng Ká-vaj            |
| 2004 | Eros                                   | Eros                                             | Dr. Pearl / Hal                 | Szokolay Ottó          | Steven Soderbergh      |
| 2004 | Eros                                   | Eros                                             | Dr. Pearl / Hal                 | Szokolay Ottó          | Michelangelo Antonioni |
| 2004 | Karácsony                              | Noel                                             | Artie Venizelos                 | Kristóf Tibor          | Chazz Palminteri       |
| 2006 | A család kicsi kincse                  | Little Miss Sunshine                             | Edwin Hoover                    | Reviczky Gábor         | Jonathan Dayton        |
| 2006 | A család kicsi kincse                  | Little Miss Sunshine                             | Edwin Hoover                    | Reviczky Gábor         | Valerie Faris          |
| 2006 | Tűzfal                                 | Firewall                                         | Arlin Forester                  | Kristóf Tibor          | Richard Loncraine      |
| 2006 | Kereszt-út                             | The Novice                                       | Benkhe atya                     |                        | Murray Robinson        |
| 2006 | Télapu 3. – A szánbitorló              | The Santa Clause 3: The Escape Clause            | Bud Newman                      | Balázsi Gyula          | Michael Lembeck        |
| 2006 |                                        | Raising Flagg                                    | Flagg Purdy                     |                        | Neal Miller            |
| 2007 | Kiadatás                               | Rendition                                        | Hawkins szenátor                | Végvári Tamás          | Gavin Hood             |
| 2008 | Tiszta napfény                         | Sunshine Cleaning                                | Joe Lorkowski                   | Végvári Tamás          | Christine Jeffs        |
| 2008 | Zsenikém – Az ügynök haláli            | Get Smart                                        | A főnök                         | Fodor Tamás            | Peter Segal            |
| 2008 | Marley meg én                          | Marley & Me                                      | Arnie Klein                     | Végvári Tamás          | David Frankel          |
| 2009 | Pippa Lee négy élete                   | The Private Lives of Pippa Lee                   | Herb Lee                        | Végvári Tamás          | Rebecca Miller         |
| 2009 | City Island                            | City Island                                      | Michael Malakov                 |                        | Raymond De Felitta     |
| 2011 | Vékony jég                             | Thin Ice                                         | Gorvy Hauer                     | Izsóf Vilmos           | Jill Sprecher (2)      |
| 2011 | Testcsere                              | The Change-Up                                    | idősebb Mitchell "Mitch" Planko | Fodor Tamás            | David Dobkin           |
| 2011 | Muppets                                | The Muppets                                      | Muppet Studios turnémenedzser   | Szokolay Ottó          | James Bobin            |
| 2012 | Az Argo-akció                          | Argo                                             | Lester Siegel                   | Fodor Tamás            | Ben Affleck            |
| 2012 | Született gengszterek                  | Stand Up Guys                                    | Richard Hirsch                  | Szersén Gyula          | Fisher Stevens         |
| 2013 | A fantasztikus Burt Wonderstone        | The Incredible Burt Wonderstone                  | Rance Holloway                  | Reviczky Gábor         | Don Scardino           |
| 2013 |                                        | In Security                                      | Riggs                           |                        | Adam Beamer            |
| 2013 | Evan Beamer                            | In Security                                      | Riggs                           |                        |                        |
| 2013 | A kiütés                               | Grudge Match                                     | Louis "Villám" Conlon           | Fodor Tamás            | Peter Segal (2)        |
| 2014 | Millió dolláros kar                    | Million Dollar Arm                               | Ray Poitevint                   | Szersén Gyula          | Craig Gillespie        |
| 2015 | Káosz karácsonyra                      | Love the Coopers                                 | Bucky Newport                   | Reviczky Gábor         | Jessie Nelson          |
| 2017 | Vén rókák                              | Going in Style                                   | Albert Garner                   | Fodor Tamás            | Zach Braff             |
| 2019 | Dumbo                                  | Dumbo                                            | J. Griffin Remington            | Szilágyi Tibor         | Tim Burton (2)         |
| 2020 | Spenser az igazság nyomában            | Spenser Confidential                             | Henry                           |                        | Peter Berg             |
| 2022 | Minyonok: Gru színre lép               | Minions: The Rise of Gru                         | Willám Kéz                      | Papp János             | Kyle Balda             |
| 2024 |                                        | The Smack                                        | Smack                           |                        |                        |

### Televízió
Tévéfilmek
| Év   | Magyar cím                               | Eredeti cím                          | Szerep                     | Magyar hang      |
| ---- | ---------------------------------------- | ------------------------------------ | -------------------------- | ---------------- |
| 1978 |                                          | The Other Side of Hell               | Frank Dole                 |                  |
| 1978 |                                          | The Defection of Simas Kudirka       | Simas Kudirka              |                  |
| 1985 |                                          | The Fourth Wise Man                  | Orontes                    |                  |
| 1986 |                                          | A Deadly Business                    | Harold Kaufman             |                  |
| 1987 | Szökés Sobiborból                        | Escape from Sobibor                  | Leon Feldhendler           | Rajhona Ádám     |
| 1987 | Szökés Sobiborból                        | Escape from Sobibor                  | Leon Feldhendler           | Végvári Tamás    |
| 1988 |                                          | Necessary Parties                    | Archie Corelli             |                  |
| 1993 |                                          | Cooperstown                          | Harry Willette             |                  |
| 1993 | Addig üsd…                               | Taking the Heat                      | Tommy Canard               | Végvári Tamás    |
| 1994 | A szuperágyú                             | Doomsday Gun                         | Yossi ezredes              | Cs. Németh Lajos |
| 1999 | Narkóháború                              | Blood Money                          | Willy "The Hammer" Canzaro |                  |
| 2001 | Varian háborúja: Dupla kockázat          | Varian's War                         | Bill Freier                | Konrád Antal     |
| 2003 | A Pentagon-ügyirat                       | The Pentagon Papers                  | Harry Rowen                |                  |
| 2003 | És a főszerepben Pancho Villa, mint maga | And Starring Pancho Villa as Himself | Sam Drebben                | Barbinek Péter   |

Sorozatok
| Év        | Magyar cím                         | Eredeti cím             | Szerep                  | Megjegyzések |
| --------- | ---------------------------------- | ----------------------- | ----------------------- | ------------ |
| 1964      |                                    | East Side/West Side     | Ted Miller              | 1 epizód     |
| 1966      |                                    | ABC Stage 67            | Barney Kempinski        | 1 epizód     |
| 1970–1971 | Szezám utca                        | Sesame Street           | Larry                   | 4 epizód     |
| 1979      |                                    | Carol Burnett & Company | önmaga                  | 1 epizód     |
| 1980      | Muppet Show                        | The Muppet Show         | önmaga                  | 1 epizód     |
| 1983      | Egy kórház magánélete              | St. Elsewhere           | Jerry Singleton         | 3 epizód     |
| 1984      |                                    | American Playhouse      | Flagg Purdy             | 1 epizód     |
| 1985      |                                    | Faerie Tale Theatre     | Bo                      | 1 epizód     |
| 1987      |                                    | Harry                   | Harry Porschak          | 7 epizód     |
| 1995      | Festménymesék                      | Picture Windows         | Tully                   | 1 epizód     |
| 1997      | Chicago Hope Kórház                | Chicago Hope            | Zoltan Karpathein       | 1 epizód     |
| 2001–2002 |                                    | 100 Centre Street       | Joe Rifkind             | 10 epizód    |
| 2005      | Will és Grace                      | Will & Grace            | Marty Adler             | 1 epizód     |
| 2015–2016 | BoJack Horseman                    | BoJack Horseman         | J. D. Salinger (hangja) | 4 epizód     |
| 2017      | Szóljatok a köpcösnek! – A sorozat | Get Shorty              | Eugene                  | 1 epizód     |
| 2018–2019 | A Kominsky-módszer                 | The Kominsky Method     | Norman Newlander        | 16 epizód    |

## Fontosabb díjak
Golden Globe-díj
- 1967 díj: legjobb férfi főszereplőnek – zenés film vagy vígjáték (Jönnek az oroszok! Jönnek az oroszok!)

Oscar-díj
- 2006 díj: legjobb férfi mellékszereplő (A család kicsi kincse)

BAFTA-díj
- BAFTA-díj a legjobb férfi mellékszereplőnek (2007) (A család kicsi kincse)

Hollywood-i Filmdíj
- 2012 díj: Ensemble of the Year (Az Argo-akció)